# 2005년 양양 산불
2005년 양양 산불은 2005년 4월 4일 23시 53분경 대한민국 강원도 양양군에서 발화하여 4월 6일까지 계속된 산불로, 강원도 양양군 강현면, 양양읍 일대의 산림 973 헥타르를 태우고 800명 이상의 이재민을 발생시킨 산불이다.
이 산불로 대한민국의 국가사적 낙산사가 전소되고, 보물이던 낙산사 동종이 소실되는 사고가 발생했다. 이에 따라 낙산사 동종은 보물에서 지정 해제되었고, 2006년 9월 29일 새로 주조되어 동년 10월 13일 충북 진천에서 시험 타종을 거친 후, 10월 16일 낙산사에 안치되었다.

## 같이 보기
- 2019년 강원도 산불